# Panacea chalcothea
Panacea chalcothea är en fjärilsart som beskrevs av Bates 1868. Panacea chalcothea ingår i släktet Panacea och familjen praktfjärilar. Inga underarter finns listade i Catalogue of Life.